# Mauri Röppänen
Mauri Uolevi Röppänen (19 gennaio 1946) è un ex biatleta finlandese.

## Palmarès

### Olimpiadi invernali
- Argento a Sapporo 1972 nella staffetta 4x7,5 km.

### Mondiali
- Bronzo a Zakopane 1969 nella staffetta 4x7,5 km.